# Exit (organización)
Exit es una organización sin ánimo de lucro a favor de la eutanasia. Con sede en Escocia, hace campaña y provee información sobre la eutanasia voluntaria y el suicidio asistido. Su lema es "Permitiendo la elección y una muerte digna"
Se ha centrado particularmente en la investigación y publicación de trabajos que brindan información sobre métodos de suicidio; su primer libro publicado sobre este tema es Cómo morir con dignidad.

## Historia
Exit se formó en 1980 en Escocia para investigar y publicar información sobre suicidio para personas que padecen enfermedades graves. Originalmente parte de una Sociedad del Reino Unido formada en 1935 que se separó cuando en el grupo matriz no hubo acuerdo sobre si producir o no un libro-guía sobre métodos de suicidio.
En 1980, como Scottish Exit, publicó la primera guía de suicidio en el mundo: "Cómo morir con dignidad" por el Dr. George Mair.
Pronto siguieron otros libros similares de autores desde otros países. Originalmente, la Sociedad se llamaba Scottish Exit, una sucursal de una sociedad matriz de Londres. Cuando los planes del grupo principal para publicar dicho libro se retrasaron, el grupo escocés formó una sociedad independiente dedicada a tales publicaciones. Durante su historia, también se ha conocido como la Sociedad de Eutanasia Voluntaria de Escocia, o la Sociedad de Eutanasia Voluntaria Escocesa, volviendo al nombre de Exit en 2000.
Cómo morir con dignidad fue seguido por varios suplementos a medida que se disponía de nueva información. En 1993, los autores CK Smith y CG Docker colaboraron en un nuevo libro, Departing Drugs, que se distingue por la extensa bibliografía sobre varias drogas y la revisión por pares. Convocaron el Grupo de Trabajo del Consenso Internacional sobre Drogas, colectivo de investigación no remunerado para ayudar a filtrar evidencias y finalizar sus resultados. El libro fue publicado en varios idiomas como una organización sin ánimo de lucro y distribuido en forma privada por organizaciones holandesas, españolas, alemanas, canadienses y estadounidenses. 
Sin embargo, las incertidumbres legales iniciales y las preocupaciones sobre publicidad adversa persuadieron a Exit para que lo lanzara en Escocia solo bajo el título de un nuevo 'Suplemento' a Cómo morir con dignidad. Los datos técnicos de Docker & Smith en apoyo de Departing Drugs se publicaron en otro volumen llamado Beyond Final Exit, junto con otro autor colaborador, Bruce Dunn, cuyo capítulo sobre gases inertes sentó las bases del suicidio por el método del helio.
Exit sirvió también para la aceptación y generalización del testamento vital utilizando un instrumento legal escocés conocido como "Tutor Dative".

## Estructura
La organización utiliza en su funcionamiento y estructura el modelo Carver de Policy Governance en el funcionamiento de sus asuntos para garantizar el estricto cumplimiento de sus objetivos. Exit acepta miembros en todo el mundo.
Publica una revista, "Exit Newsletter" con actualizaciones sobre autoliberación y testamentos en vida, y una mezcla de artículos académicos y de lectura ligera sobre estos temas. Han contribuido durante su recorrido autores de la talla de Peter Singer, Helga Kuhse, Colin Brewer, Faye Girsh, Sheila McLean, Michael Irwin, Derek Humphry, Arthur Caplan, Kenyon Mason, Ludovic Kennedy, Rev. A Bennett, Alexander McCall Smith, John Beloff, Philip Nitschke, Janet Radcliffe Richards y Robin Downie.
Por otra parte, es independiente y no conectada oficialmente con otras organizaciones de nombre similar como el grupo australiano "Exit International"; la organización finesa "Exitus", la italiana "Exit", o las alemanas "Exit ADMD" y "EXIT-Deutsche Schweiz" aunque crea redes con grupos de científicos en todo el mundo.